# Episodi di Astral e il nuovo regno
La prima stagione della serie televisiva Astral e il nuovo regno va in onda negli Stati Uniti d'America dal 10 aprile 2016 al 19 giugno 2016 su Nickelodeon. Nell'episodio "Tutto ha un costo" compagliono i personaggi della serie Make It Pop.
In Italia è andato in onda dal 10 ottobre 2016 al 21 ottobre 2016 su TeenNick.
| nº | Titolo originale            | Titolo italiano                    | Prima TV USA   | Prima TV Italia |
| -- | --------------------------- | ---------------------------------- | -------------- | --------------- |
| 1  | What Fools These Mortals Be | Quanto sono schiocchi questi umani | 10 aprile 2016 | 10 ottobre 2016 |
| 2  | The New Kid                 | La nuova ragazza                   | 10 aprile 2016 | 10 ottobre 2016 |
| 3  | Lost in Translation         | Problemi di comprensione           | 17 aprile 2016 | 11 ottobre 2016 |
| 4  | Thanks A Latte              | Tutta colpa di uno smoothie        | 17 aprile 2016 | 11 ottobre 2016 |
| 5  | Where There's Smoke         | Attenti ad Hailey                  | 24 aprile 2016 | 12 ottobre 2016 |
| 6  | Witch!                      | La strega                          | 24 aprile 2016 | 12 ottobre 2016 |
| 7  | Cold Season                 | Anche le fate si ammalano          | 1 maggio 2016  | 13 ottobre 2016 |
| 8  | Expiration Date             | L'appuntamento perfetto            | 1 maggio 2016  | 13 ottobre 2016 |
| 9  | Girls Just Wanna Have Fun   | Le ragazze vogliono divertirsi     | 8 maggio 2016  | 14 ottobre 2016 |
| 10 | I Got This                  | Ci pensa Brendoni                  | 8 maggio 2016  | 14 ottobre 2016 |
| 11 | Trouncing The Council       | Un progetto pericoloso             | 15 maggio 2016 | 17 ottobre 2016 |
| 12 | Let There Be Cake           | Verita' esplosive                  | 15 maggio 2016 | 17 ottobre 2016 |
| 13 | Get A Job                   | Tutto ha un costo                  | 22 maggio 2016 | 18 ottobre 2016 |
| 14 | Bad, Bad Fairy              | Una fata cattiva                   | 22 maggio 2016 | 18 ottobre 2016 |
| 15 | Love Hurts                  | La magia del romanticismo          | 5 giugno 2016  | 19 ottobre 2016 |
| 16 | You Can'T Go Home Again     | La scoperta di Devon               | 5 giugno 2016  | 19 ottobre 2016 |
| 17 | Cliff Anger                 | Il principe di Spartania           | 12 giugno 2016 | 20 ottobre 2016 |
| 18 | The Campaign                | La campagna                        | 12 giugno 2016 | 20 ottobre 2016 |
| 19 | The Great Escape            | La grande fuga                     | 19 giugno 2016 | 21 ottobre 2016 |
| 20 | Hidden in Plain Sight       | Nascosto alla luce del sole        | 19 giugno 2016 | 21 ottobre 2016 |